# Takafumi Hori
Takafumi Hori (堀 孝史 Hori Takafumi?,  nacido el 10 de septiembre de 1967 en Atsugi, Kanagawa) es un exfutbolista y actual entrenador japonés. Jugaba de centrocampista y su último club fue el Shonan Bellmare de Japón. Actualmente no dirige a ningún equipo.

## Trayectoria

### Clubes como futbolista
| Club                               | País  | Año         |
| ---------------------------------- | ----- | ----------- |
| Toshiba                            | Japón | 1990 - 1992 |
| Urawa Red Diamonds                 | Japón | 1992 - 1998 |
| Bellmare Hiratsuka/Shonan Bellmare | Japón | 1999 - 2001 |

### Clubes como entrenador
| Club                          | País  | Año         |
| ----------------------------- | ----- | ----------- |
| Urawa Red Diamonds (interino) | Japón | 2011        |
| Urawa Red Diamonds            | Japón | 2017 - 2018 |

## Palmarés

### Como entrenador

#### Títulos internacionales
| Título                      | Club (*)           | Sede    | Año  |
| --------------------------- | ------------------ | ------- | ---- |
| Copa Suruga Bank            | Urawa Red Diamonds | Saitama | 2017 |
| Liga de Campeones de la AFC | Urawa Red Diamonds | Saitama | 2017 |

(*) Incluyendo la selección